# Ursus (traktormärke)

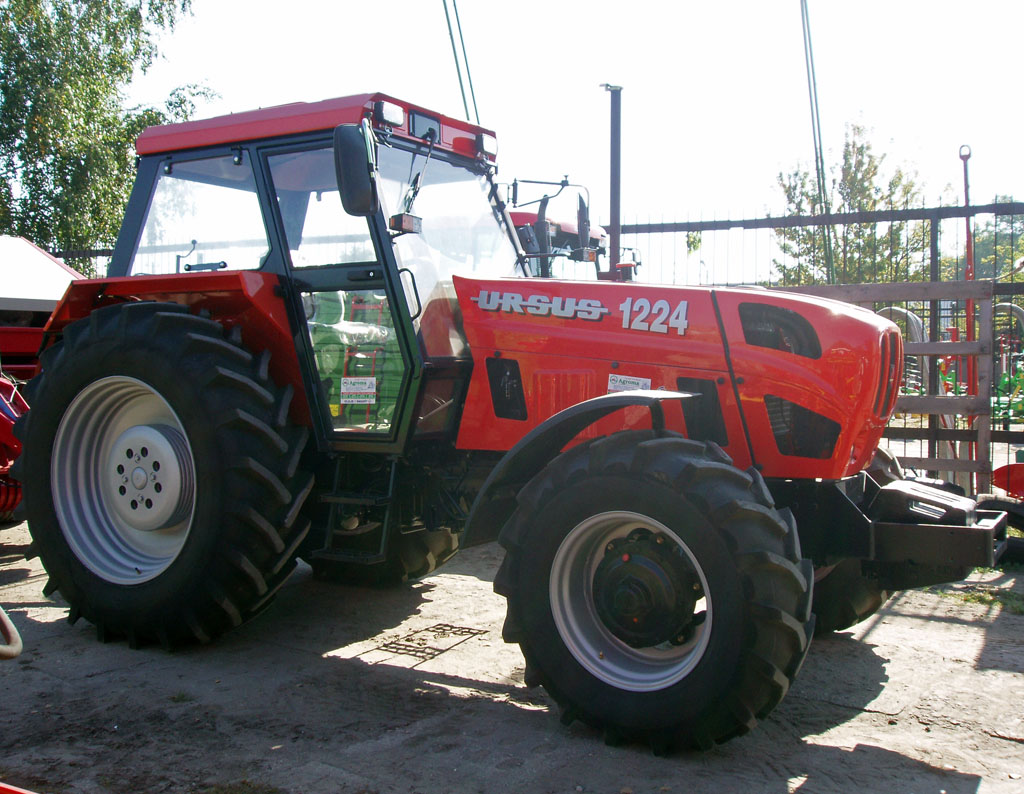
Ursus 1224

Ursus är ett polskt traktormärke. Företaget grundades 1893.
Ursus gick i konkurs i juli 2021.